# Блу-Мандел (Грама Ніладхарі)
Грама Ніладхарі Блу-Мандел — Грама Ніладхарі підрозділу ОС Коломбо, округ Коломбо, Західна провінція, Шрі-Ланка.

## Демографія
| Населення (2011) | Населення (2011) | Населення (2011) |
| Всього           | Чоловіки         | Жінки            |
| ---------------- | ---------------- | ---------------- |
| 13802            | 6740             | 7062             |